# 5 Чому
5 Чому — інтерактивна техніка запитань, що використовується для виявлення причинно-наслідкових зв'язків, що лежать в основі певної проблеми. Найголовніша мета цієї техніки — визначити ключову причину дефекту чи проблеми, повторюючи питання «Чому?». Кожне питання формує основу для наступного питання. Число «5» у назві вибране тому, що у більшості випадків п'яти ітерацій достатньо для розв'язання проблеми.
Ця техніка була формально розроблена Сакіті Тойодою і використовувалась у Toyota Motor Corporation під час розвитку методологій виробництва. В інших компаніях вона постає в дещо інших формах.
Але, не всі проблеми мають єдину причину. Тому, якщо потрібно знайти усі причини, метод потрібно повторювати декілька разів, кожного разу змінюючи відповідні запитання на різних стадіях.
Ця метода не визначає жодних жорстких правил щодо того, скільки потрібно робити ітерацій, або наскільки довго треба шукати додаткові причини. Таким чином, навіть якщо чітко слідувати методі, результат буде залежати від обсягу знань та наполегливості виконавця.

## Приклад
- Автомобіль не заводиться. (проблема)

1. Чому? — Акумулятор розряджений. (перше чому)
2. Чому? — Генератор не працює. (друге чому)
3. Чому? — Ремінь генератора розірвався. (третє чому)
4. Чому? — Ремінь генератора пропрацював значно довше свого сервісного терміну і не був замінений на новий. (четверте чому)
5. Чому? — Автомобіль не проходив технічне обслуговування за рекомендованим графіком. (п'яте чому, основна причина)

У цьому прикладі можна ставити шосте, сьоме та наступні запитання, але, зазвичай, п'яти ітерацій цілком достатньо для виявлення причини несправності або іншої проблеми. Основною ідеєю методи є заохотити виконавця уникати припущень та логічних помилок натомість просуватися далі за причинно-наслідковим ланцюжком, який, з усім тим, має відношення до початкової проблеми.
Досить цікаво, що остання відповідь вказує на процес. Це — один з найважливіших аспектів у 5 Чому підході — справжня ключова причина повинна вказувати на процес, що не працює добре, або взагалі не існує. Спостерігач може подумати, що відповіді вказують на класичні відповіді типу «недостатньо часу», «недостатньо коштів», «недостатньо робочої сили». Це справді може бути так, але це не піддається нашому контролю. Тому, корисно замість питання чому? питати чому процес не працює?
Під час практикування вправи «5 Чому» потрібно пам'ятати ключову фразу «помиляються не люди, а процеси».

## Правила виконання «5 Чому»
Для правильного виконання «5 Чому» аналізу, потрібно дотримуватись наступних порад:
1. В компанії потрібно задіяти управління в стандарті «5 Чому». Потрібно підібрати правильну робочу групу. Для складних тем може бути корисно залучити посередника.
2. Краще використовувати папір, або дошку замість комп'ютерів.
3. Потрібно записати проблему і переконатися, що всі присутні її зрозуміли.
4. Відрізняйте причини від симптомів.
5. Приділяйте увагу правильному слідуванню за причинно-наслідковими зв'язками.
6. Щоб перевірити правильність логічних висновків, рухайтесь у зворотному напрямку, тобто від логічно виведеної причини проблеми до самої початкової проблеми.
7. Відповіді повинні бути якомога точнішими, а не загальними.
8. Робіть крок за кроком, не намагайтеся «перестрибнути» одразу до висновку.
9. Відповіді повинні базуватися на фактах та знаннях, а не на припущеннях.
10. Оцінюйте процеси, а не людей.
11. Ніколи не залишайте «людський фактор», «неуважність робітника», «звинувачувати когось конкретного», та подібне як основну причину.
12. Аналіз повинен виконуватись в атмосфері взаємодовіри та щирості.
13. Питайте «Чому?» доки не буде знайдена основна причина, тобто, така причина, усунення якої усуває початкову проблему[3].

## Критика
Не дивлячись на те, що «5 Чому» — це потужний інструмент для інженерів, що допомагає знайти справжні причини проблем або дефектів, метод був розкритикований Теруюкі Мінурою (англ. — Teruyuki Minoura), колишнім виконавчим директором глобальних закупівель компанії Toyota, як занадто простий для глибокого аналізу причин, щоб переконатись, що проблема дійсно вирішена. Зокрема, критикуються наступні особливості «5 Чому»:
- Тенденція виконавців зупинятися на симптомах, замість справжніх причин.
- Нездатність виконавців побачити причини, які лежать за межами поточних знань виконавців. Чим менше знає виконавець, тим менш якісний аналіз він здатен провести.
- Недостатньо засобів, які спонукають виконавця методу робити правильні «чому»-питання.
- Результати є неповторними. Різні люди, використовуючи «5 Чому», імовірно отримають різні ключові причини тієї ж самої проблеми.
- Тенденція знаходити лише одну ключову причину, в той час, як насправді кожне питання може вести до декількох причин.

Ці проблеми можуть бути значними, якщо метод використовується тільки дедуктивно, тому на кожному наступному кроці потрібно перевіряти доцільність відповіді саме для даної специфічної ситуації. В додаток до цього, кожну відповідь потрібно перевіряти на необхідність і достатність, що сприятиме вибору різних причин на даному кроці, замість лише однієї.